# Lend-Lease
Lend-Lease var navnet på et amerikansk program, der forsynede Storbritannien, Sovjetunionen, Kina, Frankrig og andre af de allierede lande med store mængder materiel mellem 1941 og 1945, under 2. verdenskrig. Programmet begyndte i marts 1941, ni måneder før angrebet på Pearl Harbor. Programmet blev brat stoppet umiddelbart efter sejren på den europæiske krigsskueplads.

## Hjælpens omfang
Forsyninger for 50,1 milliarder amerikanske dollars (svarende til næsten 700 milliarder i 2007-priser) blev sendt til de allierede lande. 31,4 milliarder til Storbritannien, 11,3 milliarder til Sovjetunionen, 3,2 milliarder til Frankrig og 1,6 milliarder til Kina. 7,8 milliarder dollars blev betalt tilbage til USA i form af tjenester, så som leje af flyvestationer, men udover det blev ingen af forsyningerne betalt tilbage senere. Canada modtog ingen hjælp fra Lend-Lease programmet, men drev selv et lignende program med materiel for 4,7 milliarder dollars til Storbritannien og Sovjet.
Programmet var et afgørende skridt væk fra den amerikanske isolationistiske politik der havde været fremherskende siden 1. verdenskrig, og hen imod en aktivistisk udenrigspolitik.

## Politisk baggrund
Lend-Lease blev startet med vedtagelsen af Lend-Lease loven 11. marts 1941, der gav USA's præsident tilladelse til at yde materiel støtte til lande hvis forsvar han så som vital i forsvaret af USA. Præsident Franklin D. Roosevelt godkendte hjælp for en milliard dollars til Storbritannien i slutningen af oktober 1941.
I 1940 havde en separat aftale givet de britiske og canadiske flåder 50 amerikanske destroyere mod flådebaserettigheder i Caribien og Newfoundland.

## Administration
Roosevelt organiserede hjælpen i Kontoret for Lend-Lease Administration i 1941, og udpegede Edward R. Stettinius, en erhvervsleder fra stålbranchen, som leder. I september 1943 blev Stettinius udpeget til viceudenrigsminister, og bankmanden Leo T. Crowley blev chef for Lend-Lease, der blev en del af hans Foreign Economic Administration.

## Betydning
Lend-Lease programmet var en afgørende faktor i de allieredes sejr i 2. verdenskrig, specielt i de tidlige år, da USA ikke var direkte involveret i krigen.
Selv om angrebet på Pearl Harbor og aksemagternes krigserklæring bragte USA ind i krigen i december 1941, kunne træning, udrustning og transport af amerikanske soldater til krigszonerne ikke overstås med det samme. I 1942, og i mindre grad 1943, var de øvrige allierede lande de, der deltog i hovedparten af kamphandlingerne, og forsyningerne af militært materiel gennem Lend-Lease programmet var en afgørende del af deres succes. I 1943-1944 blev omkring en fjerdedel af al britisk ammunition leveret gennem Lend-Lease. Fly udgjorde omkring en fjerdedel af alle forsendelser til Storbritannien, efterfulgt af fødevarer, køretøjer og skibe.
Selv efter de amerikanske styrker i Europa og stillehavet begyndte at nå fuld styrke i 1943-1944, fortsatte programmet stadig. De fleste lande klarede selv deres forsyninger af kamprelaterede forsyninger, så som kampfly og kampvogne, men Lend-Lease leverede alligevel et brugbart supplement af denne type forsyninger, og endnu vigtigere: logistiske forsyninger, blandt andet lastbiler, jeeps, landgangsfartøjer og C-47 transportfly, der alle var af afgørende betydning.
Lend-Lease var en kritisk faktor, der bragte USA ind i 2. verdenskrig, specielt på den europæiske front. Hitler henviste til Lend-Lease programmets betydning for den allierede krigsindsats, da han erklærede USA krig 11. december 1941.